# Измалковский сельсовет
Измалковский сельсовет — сельское поселение в Измалковском районе Липецкой области Российской Федерации.
Административный центр — село Измалково.

## История
Статус и границы сельского поселения установлены Законом Липецкой области от 23 сентября 2004 года № 126-ОЗ «Об установлении границ муниципальных образований Липецкой области»

## Население
| 2010  | 2012  | 2013  | 2014  | 2015  | 2016  | 2017  |
| ----- | ----- | ----- | ----- | ----- | ----- | ----- |
| 4660  | ↘4620 | ↘4544 | ↘4509 | ↘4491 | ↘4474 | ↗4486 |
| 2018  | 2021  |       |       |       |       |       |
| ↘4331 | ↘4223 |       |       |       |       |       |

## Состав сельского поселения
| №  | Населённый пункт | Тип населённого пункта       | Население |
| -- | ---------------- | ---------------------------- | --------- |
| 1  | Воргол           | деревня                      | 14        |
| 2  | Жилое            | село                         | ↘73       |
| 3  | Измалково        | село, административный центр | ↘3644     |
| 4  | Казаковка        | деревня                      | 25        |
| 5  | Метелкино        | деревня                      | 1         |
| 6  | Мульгино         | деревня                      | 187       |
| 7  | Предтечево       | село                         | 154       |
| 8  | Ребриково        | деревня                      | 56        |
| 9  | Стаханово        | деревня                      | 47        |
| 10 | Субботино        | деревня                      | 88        |